# Germania (libro)
Germania (en latín: De origine et situ Germanorum) es un trabajo etnográfico escrito por Tácito hacia el año 98, aproximadamente. Considerado una de sus obras menores, trata detalladamente los diversos pueblos de Germania contrastando su vitalidad y virtud frente a la debilidad y vicio de la corrompida sociedad romana.
Tácito nunca viajó a esas tierras y toda su información procede de fuentes secundarias, en el mejor de los casos. El historiador Ronald Syme considera que la mayor parte está copiada del Bella Germaniae de Plinio el Viejo. Otras fuentes sugeridas son los Commentarii de Bello Gallico de Julio César y obras de Estrabón, Diodoro Sículo, Posidonio y Publio Aufidio Baso, así como posiblemente entrevistas con militares o comerciantes que habrían cruzado los ríos Rin y Danubio, además de mercenarios germánicos destacados en Roma.

## ElCodex Aesinas
El único pergamino que ha perdurado es el Codex Aesinas Latinus 8 (E), descubierto en 1902 en la biblioteca privada del conde Aurelio Guglielmi Balleani de Iesi. Dada su importancia simbólica para el nazismo, Hitler pidió a Mussolini en 1936 el manuscrito encontrado en Iesi, y aunque Mussolini accedió en un primer momento, al darse cuenta de la impopularidad de tal decisión, cambió después de opinión. En 1943, un destacamento de las SS fue enviado al palazzo de los Balleani en Fontedamo, cerca de Ancona, para hacerse con el manuscrito. Al no encontrarlo allí, buscaron en otras propiedades de la familia. No lo encontraron porque el manuscrito estaba en un baúl de la bodega secreta del palazzo de Iesi.
En 1994 fue entregado a la Biblioteca Nazionale en Roma, su ubicación actual, como Cod. Vitt. Em. 1631.11.